# シルヴィ・ギエム

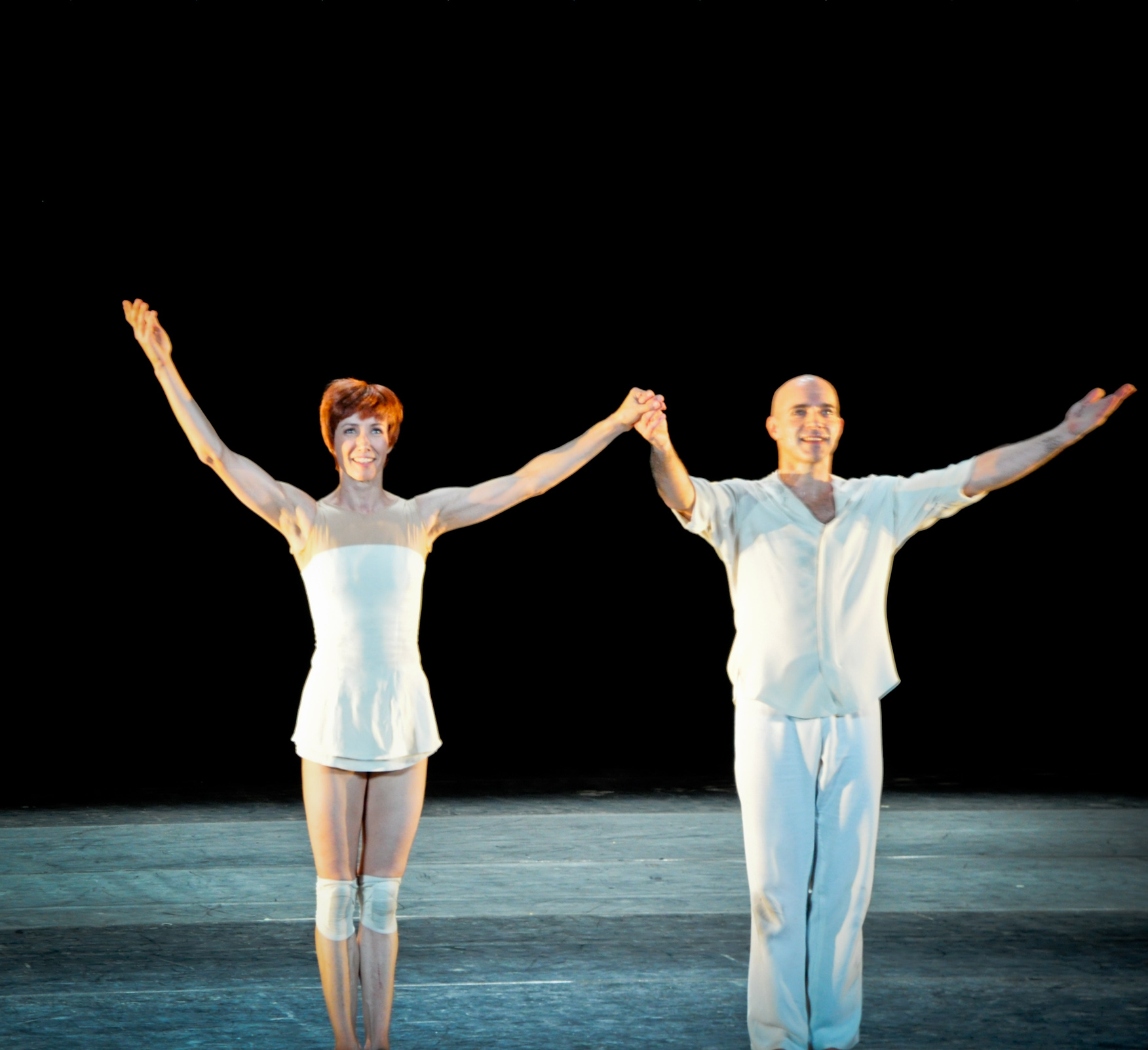
シルヴィ・ギエムとラッセル・マリファント（2010年）

シルヴィ・ギエム（Sylvie Guillem, 1965年2月25日 - ）は、フランス・パリ生まれのバレエダンサー。なおカタルーニャ系の姓のフランス語での発音は [silvi gilɛm] で、ギレムに近い。

## 経歴
幼少の頃より体操を本格的に習い、12歳の時オリンピック国内予選を突破する。当時のパリ・オペラ座バレエ学校校長のクロード・ベッシーにスカウトされ、1976年にパリ・オペラ座バレエ学校に入学する。1981年にパリ・オペラ座バレエ団に入団する。「強靭な肉体」と表現されることも多く、柔軟な体、弓のようなアーチを描く足の甲や、200度は開いていそうな開脚・ジャンプが特徴である。クロード・ベッシーは彼女の足の型をとり、ブロンズ像を作らせたほどだった。
1981年、初来日。1983年、ヴァルナ国際バレエコンクールにて金賞・特別賞・優秀賞の三冠を手にする。1984年カルポー賞受賞。プルミエール・ダンスーズに昇進。1984年12月29日、初主演の『白鳥の湖』終演直後に、19歳にして当時の芸術監督ルドルフ・ヌレエフより最高位であるエトワールに直々に任命される。ギエムは多忙を極め、固定のスタジオに彼女が残り、振付師と周りのダンサーだけが入れ替わりたちかわり出入りして一日が過ぎるような状態が続く。1985年、ヌレエフと再び来日し、『白鳥の湖』（東京バレエ団）に客演。
外部からのオファーがあっても受けることの許されない契約と束縛に不満が募り、1988年、パリ・オペラ座バレエ団を電撃退団。フランスでは「国家的損失」とまで言われた。同年イギリスに移り、ロイヤル・バレエ団のゲスト・プリンシパルとして活躍。フリーとして頻繁に日本にも訪れるようになる。2001年、『ブロークンホール』でオリヴィエ賞受賞。
パリ・オペラ座時代より積極的にコンテンポラリー・ダンスに取り組む。『白鳥の湖』のオデット/オディール、『ドン・キホーテ』のキトリ、『グラン・パ・クラシック』などのクラシック・バレエ全般はもとより、モーリス・ベジャールの『ボレロ』、『シシィ』、ウィリアム・フォーサイスの『In the Middle, Somewhat Elevated』など多くの代表作を持つ。振付も手掛け、1998年にフィンランド国立バレエ団のために独自の解釈と演出によって『ジゼル』を振り付け、好評を得た。フィンランド国立バレエ団は、2001年1月に行われたパリ公演でこの作品を上演して成功を収めた。
2015年、ローレンス・オリヴィエ賞・特別賞受賞。同年、高松宮殿下記念世界文化賞受賞。また、同年末をもって引退を表明。世界各地のファイナルツアーの締めくくりとして12月に日本でさよなら公演を行い、12月31日にはラストステージとして「東急ジルベスターコンサート 2015-2016」に特別出演。大晦日の年越しカウントダウンで最後の『ボレロ』を舞い、テレビ東京系で生中継された。
2023年、オーストラリア・バレエ団のゲストコーチに就任
。
2025年、オーストラリア・バレエ団 2025日本公演 ヌレエフ版「ドン・キホーテ」で来日。5月31日、デヴィッド・ホールバーグ（オーストラリア・バレエ団芸術監督）とのプレトークに登壇（会場：東京文化会館）。

## 栄典
- 1993年　パリ市ヴェルメイユ・メダル (Médaille de Vermeil de la ville de Paris)
- 1994年　レジオンドヌール勲章 シュヴァリエ（騎士、5等） (Chevalier de la Légion d'Honneur)
- 1999年　フランス国家功労賞 (Officier de l'Ordre du Mérite.)
- 2000年　ポムロール騎士修道会員団　騎士号 (Gente Dame d'Honneur des Hospitaliers de Pomerol)
- 2003年　大英帝国勲章 CBE (Order of the British Empire, CBE)
- 2009年　レジオンドヌール勲章 オフィシエ（将校、4等） (Officier de la Légion d'Honneur)

## 人物
フランスを離れた直後は、歯に衣着せぬものの言い方が目立ち、インタビューなどの取材や写真撮影を嫌い、20代の間は出版物や情報が他のバレエダンサーにくらべて格段に少なかった。そのため「マドモワゼル・ノン」というあだ名がついた。家族や兄弟について話すことも稀だが、スペイン人とのハーフだということはインタビューで答えている。
無駄で不自然なジェスチャーやわざとらしい演技を排除し、演技法について当時ロイヤル・バレエ団の首席振付家であったケネス・マクミランと衝突があった。過度に飾られた衣装を嫌い、移籍当時のロイヤル・バレエ団のダンサー達より肌を露出した衣装で踊り反感を買うこともあった。イギリスのバレエファンからは、脚を耳に触れるほど上げてそのままピタリと止める「6時のポーズ」と呼ばれる人間離れした踊り方から性格に及ぶまで賛否両論があったが、近年は彼女の実力については誰もが認めるところである。
来日回数は数十回に及び、日本文化に関心を寄せる。自作の陶芸作品を自身の写真集にも載せている。2011年の東日本大震災の際には4月6日にパリのシャンゼリゼ劇場で、チャリティ公演「Hope Japan」を開催した。また11月には来日し、福島県いわき市のいわき芸術文化交流館アリオスにて震災支援特別公演を開催した。
南フランスに別荘兼スタジオを持つ。

## ビデオ・DVD
- 美と神秘のプリマ シルヴィ・ギエム
- エヴィダンシア
- sylvie GUILLEM
- マルグリットとアルマン（椿姫）